# Centranthus intermedius
Centranthus intermedius là một loài thực vật có hoa trong họ Kim ngân. Loài này được (Schltdl.) Rapin mô tả khoa học đầu tiên năm 1862.